# Francisco Javier Rojo García
Francisco Javier Rojo García (Pamplona, 1949) és un polític navarrès que ocupà la Presidència del Senat entre els anys 2004 i 2011.

## Biografia
Va néixer el 2 de març de 1949 a la ciutat de Pamplona. De ben petit s'instal·là a Vitòria, des d'on ha desenvolupat la seva tasca professional com a litògraf i polític.

## Activitat política
Membre de la UGT des de 1976, l'any següent ingressà al Partit Socialista d'Euskadi (PSE), esdevenint posteriorment Secretari General de l'Agrupació Socialista de Vitòria, ciutat de la qual fou regidor al seu ajuntament entre els períodes 1983-1984 i 1991-1996. Així mateix fou diputat foral d'Àlaba entre els períodes 1979-1983 i 1987-1991, i procurador de les Juntes Generals d'Àlaba entre 1983--1987 i 2003-2004.
En les eleccions generals de 1982 fou escollit diputat al Congrés per la circumscripció d'Àlaba, escó que repetiria en les eleccions de 1986 i 1989.
En les eleccions generals de 1993 fou escollit senador al Senat per Àlaba, sent reescollit en les eleccions de 1996, 2000, 2004 i 2008. Des de la victòria del PSOE a les eleccions de 2004 ostenta el càrrec de President del Senat. Pel segon mandat, fou l'únic candidat a la Presidència i resultà escollit per majoria absoluta en obtenir 134 dels 253 vots emesos. La resta foren 117 vots en blanc i 2 de nuls al registrar-se el vot pel polític del PSOE Joan Lerma, que no es presentava a l'elecció.